# Mir (vesoljska postaja)
Vesoljska postaja Mir (rusko Мир, 'mir' ali 'svet') sodi v tretjo generacijo vesoljskih postaj, saj je bil bazni modul postaje, ki je bil izstreljen 19. februarja 1986, prvikrat opremljen s šestimi spajalnimi mesti. To je omogočilo, da je z naknadno priključitvijo astrofizikalnega modula Kvant 1 leta 1987, modula Kvant 2 z dodatno opremo leta 1989, tehnološkega modula Kristal leta 1990, modula Spekter leta 1995 in modula Priroda leta 1996 v vesolju nastala prva modularna orbitalna postaja. Novembra 1995 je ameriški vesoljski raketoplan Atlantis na postajo Mir priklopil manjši ruski spajalni modul, ki je v letih 1995 do 1998 olajšal združitve ameriških vesoljskih raketoplanov Atlantis, Endeavour in Discovery. Tako je postajo sestavljalo skupno šest večjih in en manjši modul.
Na enak način 16 držav na čelu z ZDA in Rusijo sestavlja Mednarodno vesoljsko postajo (MVP). 

## Strmoglavljenje
Vesoljska postaja je pred strmoglavljenjem tehtala 137 ton in je človeštvu služila več kot 15 let. Strmoglavili so jo zaradi več razlogov, glavni od njih so bili okvare, pomanjkanje sredstev in nova postaja (MVP).

### Potek strmoglavljenja
1. Vesoljska postaja z maso 137 ton je vstopila v gostejše plasti Zemljinega ozračja, zaradi česar je na zunanjosti postaje zagorela izolacijska prevleka.
2. Kmalu zatem sta vročina in ogenj od postaje odtrgala in uničila sončne celice, stolp Sofora ter druge manj vzdržljive dele Mira.
3. Na višini pod 100 km je postaja začela razpadati na večje dele. Najprej so se od baznega modula odtrgali ostali moduli, ki so nato nadaljevali pot proti morju. V Tihi ocean naj bi padlo okrog tisoč kosov s skupno maso nekaj ton.